# 전사 (생물학)

mRNA 합성 과정.

전사(轉寫, 영어: transcription)는 DNA에 적혀 있는 유전정보를 mRNA로 옮겨적는 과정이다. RNA 중합효소가 이 과정을 맡는다. 기본적으로는 DNA 복제과정 중 한쪽 부분과 유사하나, 전사 과정에서는 한쪽 가닥만을 정보로 삼아 옮겨적고 RNA가 합성된 이후 DNA는 원상회복된다.
원핵세포의 경우 전사된 mRNA는 그대로 다음 과정인 번역과정으로 넘어가게 되나, 진핵세포의 경우 중간에 끼어 있는 인트론을 제거하고 엑손만을 남겨야 하므로 만들어진 mRNA를 가공하는 과정을 거친다.
DNA의 한 가닥을 주형으로 하여 RNA를 만들어 내는 것을 DNA-의존적 RNA 중합효소라고 하며, 전사는 이 효소가 담당한다.

## 원핵생물
원핵생물에서의 전사란, RNA 중합효소가 DNA에 붙으면서 시작된다. 이 효소는 DNA를 주형으로 하여 상보적인 RNA 분자를 합성하기 때문에 DNA-의존성 RNA 중합효소(DNA-dependent RNA polymerase)라고 부른다. 일반적으로 대장균은 약 7000개의 RNA 중합효소를 가지고 있으며 이 효소는 주형의 염기서열과 정확하게 상보적인 뉴클레오타이드를 선택하여 결합시킬 수 있을 뿐만 아니라, 전사할 유전자가 어디에 있는지도 찾아낼 수 있다.
원핵생물의 전사는 RNA 중합효소와 아주 적은 종류의 단백질이 함께 DNA에 붙으면서 시작한다. 이때 RNA 중합 효소 이외에 같이 붙은 단백질들은 전사의 미묘한 부분을 조정하는 조정자 역할을 하게 된다. 그러나 원핵생물의 전사에서 그러한 조정자의 역할은 진핵생물에서의 그것과 비교하면 매우 미미하다.

## 진핵생물
진핵생물에서의 전사는 원핵생물에서의 전사와 커다란 차이를 갖는다. 가장 큰 차이점은, 진핵생물에서의 전사는 RNA 중합효소 이외의 여러 조정자들이 관여한다는 것이다. 원핵생물에서와는 달리 진핵생물에서는 전사의 정도, 즉 전사의 양과 속도, 전사되는 단백질의 종류 등을 미묘하게 조절하기 위해 수많은 단백질들이 필요하다. 이러한 단백질들을 전사인자라고 하며 그 예로는 AP-1, NF-κB 등이 있다.
전사 인자들과 RNA 중합효소가 단계적으로 또는 한꺼번에 중합체(complex)를 이루면서 DNA의 특정 영역에 어느 정도의 세기로 붙을 것인지가 결정이 된다. 원핵생물에서의 전사란 RNA 중합효소와 DNA와의 직접적인 결합에 의해 대부분 조정되는 것에 비해, 진핵생물에서의 전사는 전사인자와 RNA 중합효소의 복합체와 DNA와의 결합에 의해 조절된다. 따라서, 진핵생물에서의 전사란 단순히 RNA 중합효소와 DNA와의 결합이 아닌, 전사인자라는 조절자의 역할이 결정적인 역할을 하게 되는 과정이다.

## 개시
개시(initiation)
DNA는 평상시에는 히스톤이라는 단백질과 함께 매우 촘촘한 구조를 이루고 있다. 그렇기 때문에 전사 인자와 RNA 중합효소가 DNA에 접근할 수 없다. 즉, 평상시에는 전사가 일어날 수 없는 형태로 DNA는 존재하게 된다. 전사가 일어나기 위해서는 우선 히스톤에 아세틸기(아세트산 CH3COOH에서 하이드록시기 －OH를 떼어 낸 것)가 붙어서 히스톤의 모양이 바뀌고 DNA의 구조가 풀리게 된다.
전사가 일어날 위치에 여러 단백질이 붙어서, 두 가닥이 서로 붙어 있던 DNA가 서서히 풀리게 된다. 이 때, 자발적으로 한 가닥이 다시 두 가닥으로 되는 과정을 억제하기 위해, 한 가닥으로 되어 있는 DNA에 특정 단백질(SSB, single-strand binding protein)이 붙어서 계속 한 가닥으로 존재하도록 해준다.

## 신장
신장(elongation)두 가닥의 DNA 사슬 중 한 가닥을 주형으로 하여 이에 상보적인 염기를 가진 RNA 뉴클레오타이드가 차례로 하나씩 결합하여 RNA를 합성한다. 이 과정에는 RNA 중합효소가 관여한다.
염기 T(타이민) 대신 U(유라실)이 A(아데닌)과 결합한다는 것을 제외하고는 DNA 복제와 같은 원리로 상보적인 염기를 가진 뉴클레오타이드가 결합한다. 주형 DNA 사슬의 뉴클레오타이드의 염기가 A이면 U을 갖는 뉴클레오타이드가 C(사이토신)이면 G(구아닌)을 갖는 뉴클레오타이드가 와서 차례로 결합한다.
새로운 RNA 뉴클레오타이드가 들어오면 RNA의 염기와 주형 DNA 사슬의 염기가 일시적으로 결합하여 염기쌍을 이루지만, 전사가 끝난 부분의 DNA는 다시 꼬여서 원래의 DNA 2중 나선을 형성한다. 즉, 전사가 끝난 RNA는 DNA 주형가닥으로부터 분리된다. DNA 중합효소와 마찬가지로 RNA 중합효소도 3'-OH에만 뉴클레오타이드의 인산을 결합시키기 때문에 RNA 합성도 5'에서 3' 방향으로 일어난다.

## 종결
종결(termination) RNA를 합성하면서 주형 DNA 사슬을 따라 이동하던 RNA 중합효소가 DNA 주형 사슬 내의 특별한 염기 부분인 종결 신호에 도달하면 더 이상 RNA를 합성하지 못하고 DNA로부터 떨어져 나온다. 그와 함께 새로 만들어진 RNA 가닥도 떨어져 나온다.

## 전사 단계의 장점
RNA를 중간 물질로 활용함으로써 유전자 발현을 용이하게 조절할 수 있다 ,예를 들어 하나의 유전자로부터 여러 가닥의 RNA를 생성하여 단기간에 충분한 양의 단백질을 생성할 수 있다. 또 유전 정보를 담고 있는 DNA가 직접 단백질을 생성하면 반응성이 큰 아미노산 등에 의해 유전 정보가 손상될 수 있는데 이를 방지하여 유전정보와 안전성을 획득할 수 있다.

## 같이 보기
- 생명
- 세포
- 세포 분열
- 유전자
- 유전자 발현
- 후성유전학
- 유전체 (생명과학)
- 긴 사슬 비번역 RNA
- 번역 (생물학)

## 참고자료
- HIGH TOP생명과학2(두산동아)
- 네이버 지식백과